# Benzine (ballet)

Benzine (Deens: Benzin) is een ballet, waarvoor de muziek werd gecomponeerd door Knudåge Riisager. De muziek werd voltooid op 6 augustus 1928.

## Geschiedenis
Riisager was een bewonderaar van de Deense tekenaar cartoonist Storm P.. Samen werkten ze een plan uit om aan de hand van een simpel verhaal een in hun ogen grappig ballet te construeren. Riisager zou de muziek leveren, Storm P. het script. De bedoeling was dat het ballet werd uitgevoerd in het Koninklijke Theater van Kopenhagen, doch de toenmalige dirigent aldaar Georg Hoeberg stak daar een stokje voor. Hij wilde de in zijn ogen goede muziek wel uitvoeren, maar niet op basis van het script van Storm P. De balletmeester Kaj Smith wilde er al helemaal niet aan, hij had muzikaal gezien een behoudend karakter, hetgeen botste met  Elna Ørnberg, de leidster van het ballet, die al kennis had gemaakt met de uitvoeringen van het Russisch Ballet. Riisager en Storm P. kregen begin 1929 te horen dat het niet op het programma kwam.
De leiding van het theater wisselde begin 1930 en Adam Poulsen een vriend van Storm P. werd algemeen leider van het theater. Victor Schioler werd muzikaal en balletleider en die zag een uitvoering wel zitten. Na nog protesten hier en daar ging het ballet op 26 december 1930 in premiere. Een eerdere première in Keulen was ook al geannuleerd. Het werd een fiasco. De wrijvingen in het theater en het feit dat het publiek en resencenten de grap niet door hadden, maakten dat het bij twee a drie uitvoeringen bleef; het werd daarna geannuleerd. Ook Elna Ørnberg had zich aan het ballet vertild. In 1963 is het ballet nog eens op de Deense Televisie uitgevoerd, maar daar bleef het bij. De muzikale grap ging verder, na de eerste uitvoeringen, dacht de pers een “blijvertje” te hebben op balletgebied, vlak daarna was het afgelopen voor dit ballet.

## Verhaal
De grap zat mede in het wat kinderlijke verhaal. Een boerenkinkel heeft een afspraakje met de dochter van het plaatselijk café. Een motorrijder doet het dorp aan en komt zonder benzine te zitten. De boerenkinkel gaat daarop benzine halen, waarop de motorrijder scharrelt met de dochter. Als de boerenzoon terugkomt met de benzine is hij vreselijk jaloers. De zaak wordt opgelost door de benzine tegen het meisje te ruilen. Het eind is als van een sprookje. De slotscène is een dans, die de benzinedampen, die zich over het dorp verspreid hebben, weergeven.

## Muziek
De muziek die onderverdeel is veertien deeltjes is bijzonder lichtvoetig. Het geheel is geschreven in de Neoclassicistische stijl.  Pas aan het eind komen enige dissonanten voor. Maar voor het overgrote deel is het tonaal. Het werk is onderverdeeld in delen, maar wordt achter elkaar doorgespeeld:
1. Ouverture
2. Pastorale
3. Høstdans
4. Træskodans
5. Prokuratoren
6. Marcia funebre
7. Fanfare
8. Cykeldans
9. Fiskerdans
10. Ved benzintanken
11. Rivalerne
12. Forsoningen
13. Vægteren
14. Månen